# Bazilika Santa Cruz v Fort Koči
Bazilika stolnica Santa Cruz (znana tudi kot കോട്ട പള്ളി / Kota Pali) v Fort Koči, Koči, je ena od devetih bazilik v Kerali. Ta cerkev, ki velja za eno od stavb dediščine Kerale, je ena najboljših in najbolj impresivnih cerkva v Indiji in jo obiskujejo turisti vse leto. Je kraj pobožnosti, pa tudi središče zgodovinskega pomena, obdarjen z arhitekturno in umetniško veličino ter barvami gotskega sloga.
Bazilika služi kot stolna cerkev škofije Kočin.
Prvotno so jo zgradili Portugalci, papež Pavel IV. leta 1558 pa jo je povzdignil v stolnico, prizanesli pa so ji nizozemski osvajalci, ki so uničili številne katoliške stavbe. Kasneje so Britanci stavbo porušili in João Gomes Ferreira je leta 1887 naročil novo. Leta 1905 je Santa Cruz posvetil za baziliko, ki jo je leta 1984 razglasil papež Janez Pavel II.

## Zgodovina

### Portugalski misijonarji in cerkev Santa Cruz: 1505–1558
Zgodovina bazilike stolnice Santa Cruz se začne s prihodom portugalskih misijonarjev skupaj z drugo portugalsko floto pod vodstvom Pedra Álvaresa Cabrala 24. decembra 1500. Kralj Unni Goda Varma Tirumulpadu (Trimumpara Radž) iz kraljevine Kočin jih je sprejel zelo toplo. To je povzročilo, da je Zamorin iz Calicuta napovedal vojno kraljestvu Kočin. Vendar pa je portugalska vojska pod poveljnikom Domom Afonsom de Albuquerqueom, ki je dosegla Kočin leta 1503, premagala sovražnike in v zameno jim je dal dovoljenje za gradnjo utrdbe v Kočiju.
Leta 1505 je dom Francisco de Almeida, prvi portugalski podkralj, od radže Kočija dobil dovoljenje za gradnjo cerkvene stavbe z uporabo kamnov in malte, kar je bilo v tistem času nezaslišano, saj so lokalni predsodki nasprotovali takšni stavbi za kakršen koli drug namen kot za kraljeva palača ali tempelj. Temeljni kamen cerkve Santa Cruz je bil položen 3. maja 1505, na dan povišanja svetega Križa, zato je bila veličastna stavba, ko je bila dokončana, poimenovana Santa Cruz. Ta cerkev je bila na vzhodni strani sedanjega otroškega parka, Fort Kočin. V baziliki je dolgo časa relikvija svetega Križa našega Gospoda Jezusa Kristusa. To je na desni strani cerkve.

### Povišanje v stolnico in rušenje: 1558–1795
Leta 1558 je papež Pavel IV. povzdignil cerkev Santa Cruz v status stolnice, skupaj s postavitvijo druge škofije v Indiji – škofije Kočin, sufragana (druga je bila škofija Malaca ) nadškofiji Goa.
Nizozemci, ki so leta 1663 osvojili Kočin, so uničili vse katoliške stavbe. Tej usodi sta se izognili le cerkev sv. Frančiška in stolnica. Nizozemci so stolnico naredili za skladišče orožja. Kasneje je padla v roke Britancem, ki so jo porušili, ko so leta 1795 zavzeli Kočin. Eden od okrasnih granitnih stebrov uničene stolnice je še vedno shranjen kot spomenik na jugovzhodnem vogalu sedanjih prostorov bazilike.

### Postavitev današnje bazilike Santa Cruz: 1886–danes
Približno 100 let kasneje je škof João Gomes Ferreira (1887–1897), misijonar in škof Kočina, prevzel pobudo za ponovno postavitev stolnice in začel načrt njene gradnje. Vendar pa je bil naslednji škof, Mateus de Oliveira Xavier (1897–1908), tisti, ki je dokončal stavbo. To je 19. novembra 1905 posvetil škof Sebastião José Pereira, škof Damaa. Glede na njeno starodavnost, umetniško dostojanstvo in zgodovinski pomen je papež Janez Pavel II. s svojim dekretom Constat Sane Templum Sanctae Cruci z dne 23. avgusta 1984 povzdignil stolnico Santa Cruz v status bazilike.
Cerkev ima dva visoka zvonika in izjemno svetlo, pobeljeno zunanjost ter notranjost v pastelnih barvah. Notranjost cerkve je večinoma gotska, z glavnim oltarjem, ki sta ga okrasila slavni italijanski slikar Fra Antonio Moscheni in njegov učenec S. J. De Gama iz Mangaloreja. Na žalost je tu umrl fra Antonio Moscheni 15. novembra 1905, štiri dni pred posvetitvijo novozgrajene cerkve. Stebri, okrašeni s freskami in poslikavami, sedem velikih slik na platnu o pasijonu in smrti na križu, zlasti slika Zadnje večerje po vzoru slavne slike Leonarda da Vincija, in čudoviti vitraži dodajajo umetniško veličino mesta. Slike, ki krasijo strop, prikazujejo prizore s Kristusove poti Via Crucis.

## Galerija
File:Outside the church.jpg|Napis zunaj cerkve
File:Inscription near golden tower.jpg|Napis na dnu stolpa
File:Kathedralbasilika Santa Cruz 2018-04-04f.jpg|Inside Santa Cruz Basilica Fort Cochin
File:Santa Cruz Basilica Cochin ceiling paintings.jpg|Ceiling paintings